# David Jemmali
David Jemmali (ur. 13 grudnia 1974 w Tuluzie) – tunezyjski piłkarz występujący na pozycji obrońcy.